# Løderup Kirke
Løderup Kirke (svensk Löderups kyrka) i det sydøstlige Skåne blev bygget i 1100-tallet. I 1860'erne blev kirken ombygget. Det romanske kor og den romanske apsis blev nedrevet. Kirkeskibet fra 1100-tallet blev bevaret. Kirken blev restaureret i 1929.
Døbefonten fra cirka 1160 er udført i sandsten og tillægges Trydemesteren. Prædikestolen er udført af Jacob Kremberg i 1604. Jacob Kremberg havde værksted i Lund, og har udført flere kirkeudsmykninger under Christian IV, hvis monogram ses på baldakinen. Monogrammet flankeres af hans og dronning Anna Catharinas våben. Det tidligere alterbillede fra 1600 blev flyttet til kirkens sydlige del. Den nuværende altertavle er udført af Carl Bloch i 1878.

## Historie
Da Lund Domkirke var fuldført i midten af 1100-tallet, fik ærkebiskoppen interesse for området i det sydøstlige Skåne. Hans interesse var især fokuseret på Bornholm og den store handel i det sydlige Skåne. Som beskyttelse mod Østersøens sørøvere opførtes nu en række kirker på Skånes sydkyst. Kirkerne har ofte fået brede tårne mod vest, og adgangen til tårnene var smalle, hvorfor det formodes, at tårnene har fungeret som forsvarstårne. Kirkens nuværende fritstående kastel blev opført i 1400-tallet. Kastellet er opført nordøst for kirken.